# Siminiuc Mouline Radia
Pour les articles homonymes, voir Mouline.
 (décembre 2019).
 (décembre 2019).
La mise en forme du texte ne suit pas les recommandations de Wikipédia : il faut le « wikifier ».
Les points d'amélioration suivants sont les cas les plus fréquents. Le détail des points à revoir est peut-être précisé sur la page de discussion.
- Les titres sont pré-formatés par le logiciel. Ils ne sont ni en capitales, ni en gras.
- Le texte ne doit pas être écrit en capitales (les noms de famille non plus), ni en gras, ni en italique, ni en « petit »…
- Le gras n'est utilisé que pour surligner le titre de l'article dans l'introduction, une seule fois.
- L'italique est rarement utilisé : mots en langue étrangère, titres d'œuvres, noms de bateaux, etc.
- Les citations ne sont pas en italique mais en corps de texte normal. Elles sont entourées par des guillemets français : « et ».
- Les listes à puces sont à éviter, des paragraphes rédigés étant largement préférés. Les tableaux sont à réserver à la présentation de données structurées (résultats, etc.).
- Les appels de note de bas de page (petits chiffres en exposant, introduits par l'outil «  Source ») sont à placer entre la fin de phrase et le point final[comme ça].
- Les liens internes (vers d'autres articles de Wikipédia) sont à choisir avec parcimonie. Créez des liens vers des articles approfondissant le sujet. Les termes génériques sans rapport avec le sujet sont à éviter, ainsi que les répétitions de liens vers un même terme.
- Les liens externes sont à placer uniquement dans une section « Liens externes », à la fin de l'article. Ces liens sont à choisir avec parcimonie suivant les règles définies. Si un lien sert de source à l'article, son insertion dans le texte est à faire par les notes de bas de page.
- La présentation des références doit suivre les conventions bibliographiques. Il est recommandé d'utiliser les modèles {{Ouvrage}}, {{Chapitre}}, {{Article}}, {{Lien web}} et/ou {{Bibliographie}}. Le mode d'édition visuel peut mettre en forme automatiquement les références.
- Insérer une infobox (cadre d'informations à droite) n'est pas obligatoire pour parachever la mise en page.

Pour une aide détaillée, merci de consulter Aide:Wikification.
Si vous pensez que ces points ont été résolus, vous pouvez retirer ce bandeau et améliorer la mise en forme d'un autre article.
Siminiuc Mouline Radia est une artiste peintre, poète marocaine d'origine roumaine connue sous le nom de Siminiuc Mouline R ou SMR.

## Biographie
D’origine roumaine, née le 24 mars 1958 en Roumanie, à Iasi, ville au nord du pays.
Petite ville territoriale, mais grande ville culturelle et spirituelle d’où son nom de capitale de la culture roumaine.
Grâce à son invention d’un nouveau point de broderie, elle a su valoriser l’aiguille et le fil en les représentants dans différentes toiles abstraites, portraits, paysages…
L’artiste a su explorer d’autres terres battues de l’art, en utilisant une méthode écologique et moderne : le recyclage. Son secret étant d’envelopper méticuleusement des statues fabriquées en terre cuite, afin de leur donner une expression contemporaine et arborisée.
Aujourd’hui, l’artiste exprime ses idées fauves sur des toiles peintes à l’huile, en n’utilisant que des couleurs attrayantes et éclatantes, ainsi si du bleu est utilisé, cela ne veut forcément pas dire que c’est de l’eau, si du rouge ce n’est forcément pas du feu.
L'artiste, fondatrice également du mouvement "L'Œilisme", peint ses toiles de manière à faire ressentir aux admirateurs un troisième œil qui les suit partout tout en ignorant son existence,.

## Expositions de broderie

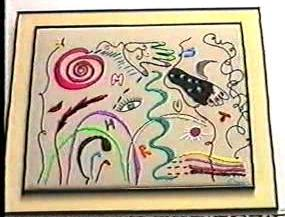
Broderie Abstrait.

- 1994 Exposition de toiles brodées au club du Ministère de l’Agriculture – Rabat –
- 1995 Exposition de toiles brodées en faveur des enfants handicapés – Rabat –
- 1996 Exposition de toiles brodées au club du Ministère de l’Agriculture – Rabat –
- 1997 Exposition de toiles brodées à l’Oudayas-Bab El Kébir – Rabat –

## Expositions de peinture

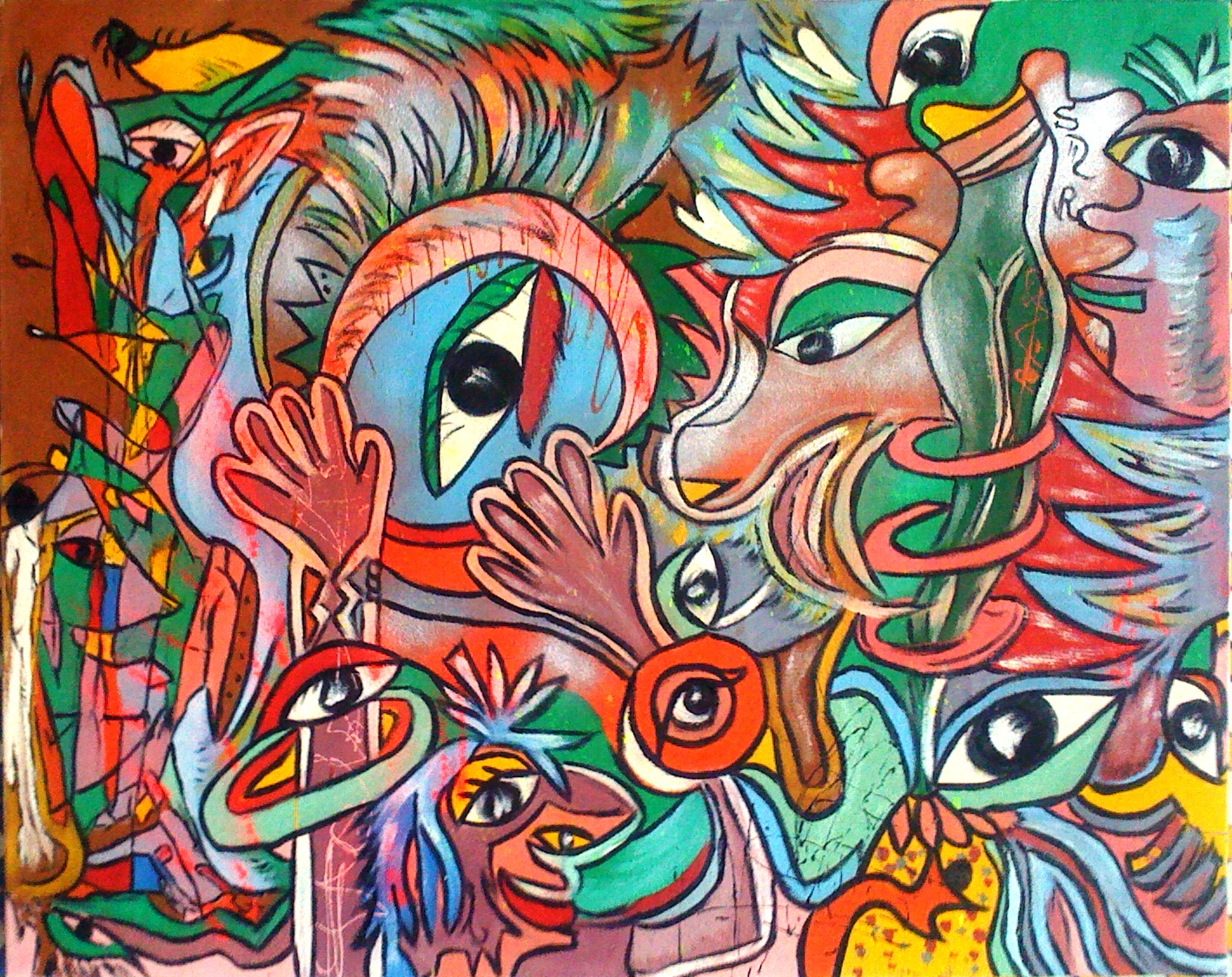
Regardes et tais-toi, peinture à l'huile.

- 2010 Exposition de toiles peintes à l'huile à la Place des Artistes –Rue Mansour Eddahbi, Rabat–
- 2010 Exposition de toiles peintes à l'huile à la bibliothèque municipale de Kariat BaMohamed– près de Fès– pour l'INDH.
- 2010 Exposition de toiles peintes à l'huile -1ére édition du festival méditerranéen de Nador.
- 2010 Participation à la 5e édition de la nuit des galeries avec des toiles peintes à l’huile –Rabat–
- 2011 Exposition de toiles peintes à l’huile au Centre russe de la culture et de la science –Rabat –
- 2011 Exposition de toiles peintes à l’huile à la galerie Nadira –Rabat –
- 2011 Exposition de toiles peintes à l’huile  au 9e Festival international des Arts plastique à Fès.
- 2011 Participation aux journées de sensibilisation sur le patrimoine de Rabat –Place Bab El Had –
- 2011 Participation à Fana’e Bab El Had avec des toiles peintes à l’huile.
- 2012 Exposition de toiles peintes à l’huile au théâtre national Mohammed-V à Rabat.
- 2012 Exposition de toiles peintes à l’huile au 10e Festival international des Arts plastiques à Fès
- 2013 Exposition collective pour l'association S.O.S Couvertures à la médiathèque de la mosquée Hassan-II –Casablanca–
- 2013 Exposition de toiles peintes à l'huile au théâtre national Mohammed-V à Rabat.
- 2013 Exposition Maître/Élève au Centre culturel de l'Agdal  –Rabat–
- 2013 Participation à la 4e édition du printemps poétique de Mohammedia avec une exposition de toiles peintes à l'huile à la médiathèque et un débat autour du concept suggestif de « L'œilisme ».
- 2013 Exposition de toiles peintes à l’huile à la galerie KACEMI à l’occasion de la clôture du Festival de Fès des musiques sacrées du monde.
- 2013 Participation à la 5e édition de « Art IAPAJ » à Ota-Shi –Japon-
- 2013 Ouverture de la saison artistique 2014/2015 avec une exposition Maître/Élève au Centre culturel égyptien avec des toiles peintes à l’huile  –Rabat–
- 2013 Ouverture et participation au 1er festival international des Arts plastiques à Khémisset au centre Tafoukt des langues et cultures du Maroc.
- 2014 Exposition en hommage à Mohamed Rouicha avec Abdelaziz Ouchettou à « Miss Café » – Rabat–  [3]
- 2014 Participation à la 5e édition du printemps poétique de Mohammedia.
- 2014 Exposition de toiles peintes à l’huile  au 12e Festival international des Arts plastiques à Fès.
- 2014 Exposition et conférence sous le thème « L’œilisme dans tous ses états » avec l’artiste Mostafa Benmalek à la galerie Nadira –Rabat
- 2014 Participation à la 12e édition du Festival International des Arts plastiques de Settat.
- 2015 Participation au Festival de Taounate sous le thème « L’art au service de l’éducation »
- 2015 Exposition, conférence, poésies et installations artistiques sous le thème « Oh la la ! Dis-moi » à la galerie Nadira – Rabat
- 2015 Participation à la 10e édition de la nuit des galeries avec des toiles peintes à l’huile –Rabat–
- 2015 Membre du Jury lors du 7e Festival international de Court Métrage à Khouribga
- 2016 Participation en tant qu’invité d’honneur à la 2e édition de l’exposition « Regards au féminin » à la médiathèque de la mosquée Hassan-II –Casablanca–
- 2016 Exposition de toiles et installations artistiques à la galerie Bab El Kebir en tant qu’invité d’honneur au FIAC 2016 – Festival international des Arts et de la Culture – Été Des Oudayas – Rabat
- 2016 Exposition de toile peintes à l’huile en tant qu’invitée d’honneur à la 11e édition de la nuit des galeries à la galerie Mohammed Hajji – Sale El Jadida
- 2017 Exposition en tant qu’invitée d’honneur au centre de jeunesse de Salé- Salé
- 2017 Exposition de toiles peintes à l’huile à l’occasion de la Journée de la Femme au centre culturel de l’agdal- Rabat.
- 2017 Participation en tant qu’invité d’honneur à une exposition collective avec des toiles peintes à l’huile à la galerie Mohammed Hajji – Sale El Jadida
- 2017 Participation à l’occasion du 8 mars Journée internationale de la Femme à une exposition collective avec des toiles peintes à l’huile à la galerie Mohammed Hajji – Sale El Jadida
- 2017 Participation au Festival international de Beni Mellal avec des toiles peintes à l’huile. – Beni Mellal
- 2017 Participation à des ateliers avec des enfants en parallèle avec le Festival de Folklore et Traditions de Figuig- Figuig et région.
- 2017 Participation à une exposition collective à l’occasion des 55 années de relations entre le Maroc et la Roumanie, avec des toiles peintes à l’huile à la médiathèque de la mosquée Hassan-II. – Casablanca.
- 2017 Participation au Bazar Roumain au théâtre National Mohamed V avec des toiles peintes à l’huile.
- 2017 Participation au Festival international de la poésie à El Hajeb avec des poèmes et des toiles peintes à l’huile.
- 2018 Participation à la 2e Rencontre internationale des Artistes Peintres à Ouled Teima
- 2018 Participation à la première édition de l'Université du printemps sous le thème de la coexistence et la culture de la paix à Beni Melal -
- 2018 Participation à une exposition collective internationale pour le soutien des enfants handicapés au Théâtre Royal et à la galerie de Ménara avec l’Association Arts Palmiers pour la Culture et la Solidarité à Marrakech.
- 2018 Participation à une exposition collective à la 2e édition du Festival international de film documentaire et de court métrage de Casablanca au Centre culturel Abdellah Kanoun à Casablanca.
- 2018 Participation au Festival international de Safi avec des toiles peintes à l’huile.
- 2018 Participation à la 4e édition du Festival international des Arts du Printemps ISSOUTAR à Tata & Agadir avec des toiles peintes à l’huile.
- 2019 Participation au Festival de Safi avec des toiles peintes à l’huile – 2 au 8 janvier.
- 2019 Participation à la 6e édition du « Salonul International De Primavara » à Iasi - Roumanie - 15 au 25 mai

Quelques passages dans des JT nationaux :
- Lors de la première exposition à la galerie Nadira à Rabat [4]
- Lors de l'exposition Maître/Élève au Centre Culturel de l'Agdal[5],
- Lors de l'exposition à l’occasion de la clôture du Festival de Fès des musiques sacrées du monde [6].

## Poésie
L'artiste écrit des poésies ne respectant pas une règle régulière. Toutes ses poésies sont constituées de vers libre. Parmi ses poèmes :
- « Je suis au bord du lac »
- « Je regarde »
- « Sur le trottoir »
- « Je suis perdue... »
- « Combien de fois ...? »
- « Comme le violon »

- « Je demande pourquoi »

La Rage, peinture à l'huile de SMR.

- « Ne cherches jamais à comprendre la femme »
- « Mon ombre »
- « Le temps qui m’échappe »
- « L’Artiste peintre »
- « Je suis »
- « Printemps à l’envers »

## Cinéma et TV
Quelques passages dans de long métrage marocains et quelques documentaires au niveau national, tels que
- SAGA,_l'histoire_des_hommes_qui_ne_reviennent_jamais : de Othman Naciri ;
- Formatage : de Mourad El Khaoudi ;
- Un épisode de Voyage au bout de l'enfer ;
- Épisode pilote de Tyrant : de Gideon Raff

Un reportage  consacré à SMR dans l'émission Norweb TV  , la première Web TV professionnelle au Maroc.